# Hällåsen

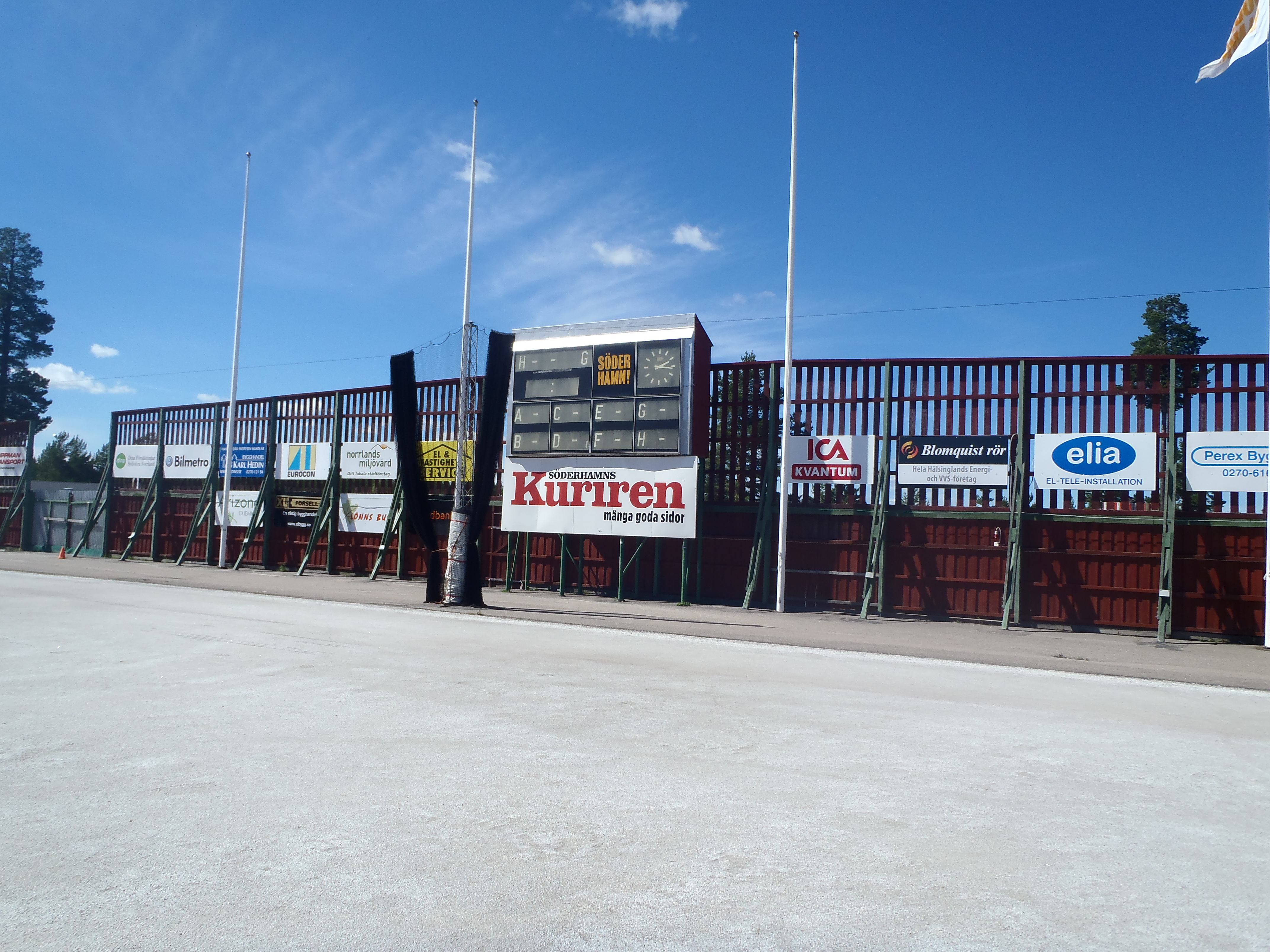
Hällåsen på sommaren

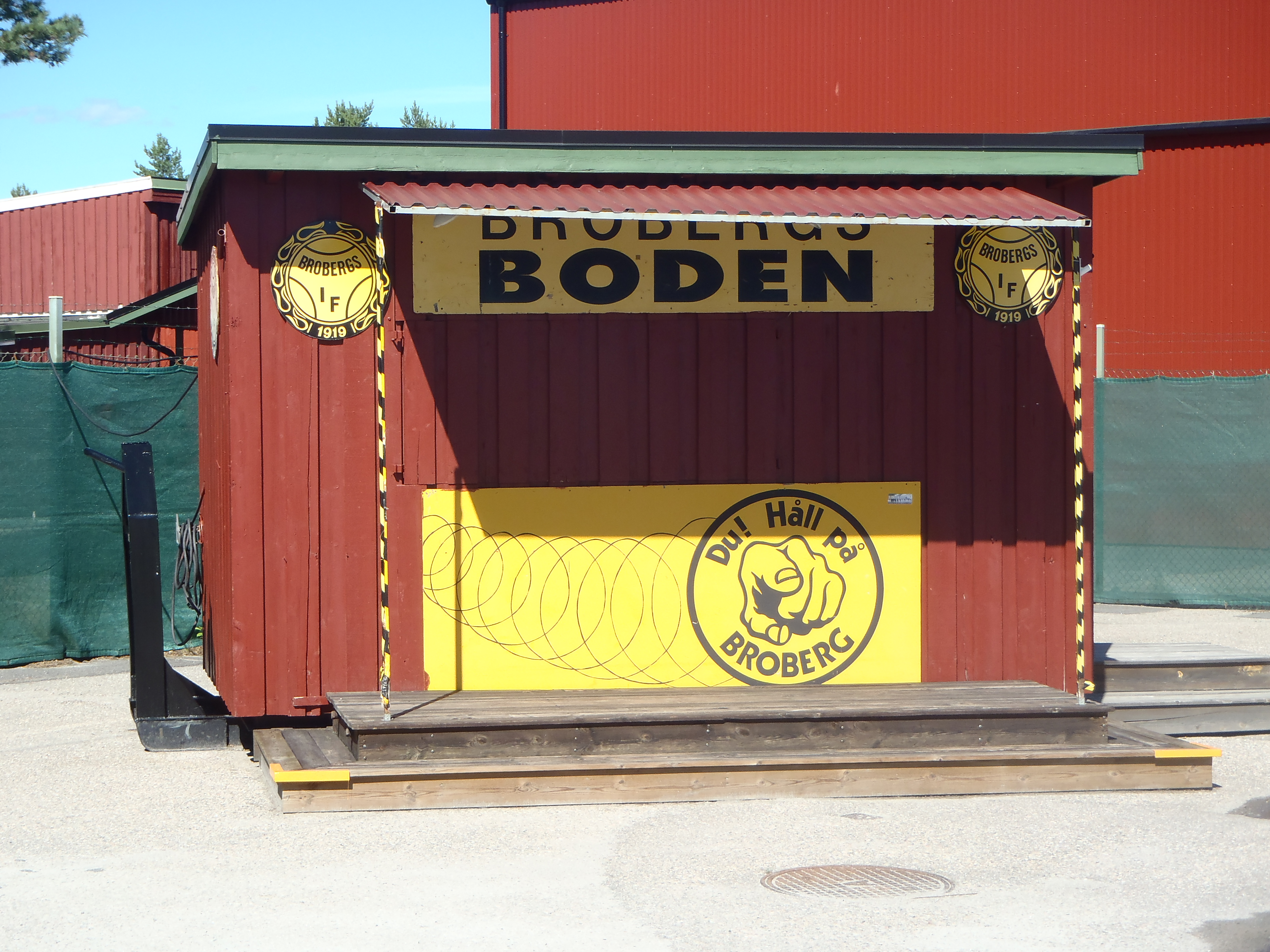
Brobergs-boden Hällåsen

Hällåsen är en anläggning för flera idrotter i Söderhamns södra utkanter.
Hällåsen var från början en bandyanläggning, då Brobergs IF flyttade sina hemmamatcher 1977 från Faxevallen upp till Hällåsen. Sedan har andra sporter tillkommit. Förutom en konstfryst bandyplan finns där inomhusrink för ishockey, curlinghall, simhall, tennishall, friidrottsanläggning och fotbollsplan. Från 2004-2005 finns även ett äventyrsbad på Hällåsen, Aquarena.

## Hällåsens IP
Hällåsens Idrottsplats är Söderhamns FF:s hemmaarena och invigdes den 25 juli 1987 med en match mot det engelska division 1-laget Portsmouth. Idrottsplatsen används enbart som fotbollsarena på grund av dess avsaknad av exempelvis löparbanor, och har en publikkapacitet på cirka 3000 personer.

## Hällmyra
Hällmyra är ett område med skidspår skilda från Hällåsen av  länsväg 583 mot Sandarne. Kommunen sköter spåren sedan 2017. I samband med SM i skidor 2017 sattes en tillfällig bro upp över vägen, men den togs bort i augusti 2017. Det finns planer på en permanent bro.

## Idrottsföreningar som har sina anläggningar på Hällåsen/Hällmyra
- Broberg/Söderhamn Bandy (f.d. Brobergs IF)
- Söderhamns Skidkamrater
- Söderhamns FF
- Söderhamns OK
- Söderhamns CK
- Söderhamns IK